# Алешники
Алешники (нем. Dittel) — село в Жирновском районе Волгоградской области России. Административный центр Алешниковского сельского поселения. Основано в 1767 году как немецкая колония Диттель. Население — 852 (2010).

## География
Село находится в лесостепи, в пределах Приволжской возвышенности, являющейся частью Восточно-Европейской равнины, в Алешниковской балке (бассейн реки Карамыш). В окрестностях села распространены чернозёмы.
Высота центра населённого пункта — 204 метров над уровнем моря.

### Уличная сеть
- Верхняя
- Клубная
- Октябрьская
- Пионерская
- Центральная
- Черемушки

### Географическое положение
По автомобильным дорогам расстояние до областного центра города Волгограда составляет 320 км, до районного центра города Жирновск — 39 км, до ближайшего крупного города Саратова — 230 км.

### Климат
Климат умеренный континентальный (согласно классификации климатов Кёппена — Dfb). Многолетняя норма осадков — 429 мм. Наибольшее количество осадков выпадает в июле — 49 мм, наименьшее в марте — 22 мм. Среднегодовая температура положительная и составляет + 5,8 °С, средняя температура самого холодного месяца января −10,8 °С, самого жаркого месяца июля +21,5 °С.

## Название
Немецкое название Диттель присвоено по фамилии первого старосты (форштегера). По указу от 26 февраля 1768 года о наименованиях немецких колоний получила официальное название Олешна (варианты названия — Алешка, Елшанка).

## История
Основано в 1767 году как немецкая колония Диттель. До 1917 года лютеранское село сначала Норкского колонистского округа, а после 1871 года Олешинской волости Камышинского уезда Саратовской губернии; волостное село Олешинской волости. Основатели — 43 семьи, выходцы из Пфальца, Вюртемберга, Гамбурга, Саксонии, Мекленбурга, Эльзаса. В 1857 году земельный надел составлял 5220 десятин, в 1910 году 9256 десятин. В конце XIX века жители занимались садоводством, производством сарпинки, кожевенным делом, производством веялок, имелись мельницы, маслобойни, земская ямская станция, фельдшерско-акушерский пункт, периодически проводились ярмарки.
Село относилось сначала к лютеранскому приходу Диттель, образованному в 1786 году, затем Меркель. Деревянная церковь была построена в 1810 году. С момента основания действовала церковно-приходская школа.
Во второй половине XIX века часть населения эмигрирует: в Самарскую губернию в 1873 году выехало 15 человек, в 1874 году — ещё 9 человек, в 1879 году — 32 человека; в Америку в 1875 году уехали 19 человек, в 1876 году — 21 человек, в 1887 году — 5 семейств.
В советский период село входило в состав сначала Медведицкого района Голо-Карамышского уезда Трудовой коммуны (Области) немцев Поволжья, с 1922 года Медведицко-Крестово-Буеракского (в 1927 году переименован во Франкский) кантона Республики немцев Поволжья; административный центр Диттельского сельского совета (название Диттель официально возвращено в 1928 году). В 1928—1935 году село Диттель являлось центром Франкского кантона АССР немцев Поволжья. В голод 1921 года родились 124 человека, умерли — 304. В 1926 году в селе имелись кооперативная лавка, сельскохозяйственное кредитное товарищество, начальная школа, детдом, библиотека, сарпиноткацкая мастерская. В годы коллективизации организованы колхозы «Коминтерн», «Политаптайлунг». В середине 1930-х годов в селе была организована Диттельская МТС.
28 августа 1941 года был издан Указ Президиума ВС СССР о переселении немцев, проживающих в районах Поволжья. Немецкое население было депортировано. После ликвидации АССР немцев Поволжья село, как и другие населённые пункты Франкского кантона (переименован в Медведицкий район) упразднённой АССР немцев Поволжья передано в состав Сталинградской области. Решением облисполкома от 31 марта 1944 года № 10 § 30 «О переименовании населённых пунктов Сталинградской области, носящих немецкие названия» село Диттель переименовано в село Алешники.

## Население
Динамика численности населения по годам:
| 1767 | 1773 | 1788 | 1798 | 1816 | 1834 | 1850 | 1859 | 1885 | 1897 | 1905 | 1911 | 1920 | 1922 | 1926 | 1931 | 1987 | 2002 |
| ---- | ---- | ---- | ---- | ---- | ---- | ---- | ---- | ---- | ---- | ---- | ---- | ---- | ---- | ---- | ---- | ---- | ---- |
| 284  | 401  | 445  | 502  | 939  | 1739 | 2561 | 3181 | 3510 | 3172 | 3285 | 3371 | 2752 | 2880 | 3128 | 3402 | ≈920 | 888  |

| 2010 |
| ---- |
| 852  |

## Инфраструктура
Есть школа, больница, магазины, маслобойня.
Газифицировано.

## Транспорт
Имеется асфальтированная дорога до райцентра и до села Новинка.